# Championnat d'Angleterre de football 1892-1893
Navigation
Édition précédente Édition suivante
La 5e édition du championnat d'Angleterre de football est remportée par  Sunderland pour la deuxième année consécutive. Le championnat continue son évolution et augmente son organisation. La Football League absorbe la Football Alliance. Cela entraine une restructuration du championnat. Il passe de 14 à 16 clubs. Cet évènement permet aussi la constitution d’une deuxième division.
Les trois meilleures équipes de la Football Alliance intègrent le championnat de la Football League : ce sont Nottingham Forest, Newton Heath LYR et The Wednesday. Toutes les autres équipes plus Darwen relégué après le championnat précédent forment la deuxième division.
Avec la création de la deuxième division, la Football League organise un système de promotion/relégation. Les trois équipes classées aux trois dernières places de la première division doivent rencontrer en match de barrage les trois équipes classées aux trois premières places de la deuxième division ; le 16e de D1 rencontre le 1e de D2, le 15e de D1 rencontre le 2e de D2 et le 14e de D1 rencontre le 3e de D2.

## Les clubs de l'édition 1892-1893
| Club                                  | Ville          |
| ------------------------------------- | -------------- |
| Accrington Football Club              | Accrington     |
| Aston Villa Football Club             | Birmingham     |
| Blackburn Rovers Football Club        | Blackburn      |
| Bolton Wanderers Football Club        | Bolton         |
| Burnley Football Club                 | Burnley        |
| Derby County Football Club            | Derby          |
| Everton Football Club                 | Liverpool      |
| Newton Heath LYR Football Club        | Manchester     |
| Nottingham Forest Football Club       | Nottingham     |
| Notts County Football Club            | Nottingham     |
| Preston North End Football Club       | Preston        |
| Stoke Football Club                   | Stoke-on-Trent |
| Sunderland Association Football Club  | Sunderland     |
| The Wednesday                         | Sheffield      |
| West Bromwich Albion Football Club    | West Bromwich  |
| Wolverhampton Wanderers Football Club | Wolverhampton  |

## Classement
| Rang | Équipe                  | Pts | J  | G  | N  | P  | Bp  | Bc | Diff |
| ---- | ----------------------- | --- | -- | -- | -- | -- | --- | -- | ---- |
| 1    | Sunderland              | 48  | 30 | 22 | 4  | 4  | 100 | 36 | +64  |
| 2    | Preston North End       | 37  | 30 | 17 | 3  | 10 | 57  | 39 | +18  |
| 3    | Everton                 | 36  | 30 | 16 | 4  | 10 | 74  | 51 | +23  |
| 4    | Aston Villa             | 35  | 30 | 16 | 3  | 11 | 73  | 62 | +11  |
| 5    | Bolton Wanderers        | 32  | 30 | 13 | 6  | 11 | 56  | 55 | +1   |
| 6    | Burnley                 | 30  | 30 | 13 | 4  | 13 | 51  | 44 | +7   |
| 7    | Stoke                   | 29  | 30 | 12 | 5  | 13 | 58  | 48 | +10  |
| 8    | West Bromwich Albion    | 29  | 30 | 12 | 5  | 13 | 58  | 69 | -11  |
| 9    | Blackburn Rovers        | 29  | 30 | 8  | 13 | 9  | 47  | 56 | -9   |
| 10   | Nottingham Forest       | 28  | 30 | 10 | 8  | 12 | 48  | 52 | -4   |
| 11   | Wolverhampton Wanderers | 28  | 30 | 12 | 4  | 14 | 47  | 68 | -21  |
| 12   | The Wednesday           | 27  | 30 | 12 | 3  | 15 | 55  | 65 | -10  |
| 13   | Derby County            | 27  | 30 | 9  | 9  | 12 | 52  | 64 | -12  |
| 14   | Notts County            | 24  | 30 | 10 | 4  | 16 | 53  | 61 | -8   |
| 15   | Accrington              | 23  | 30 | 6  | 11 | 13 | 57  | 81 | -24  |
| 16   | Newton Heath LYR        | 18  | 30 | 6  | 6  | 18 | 50  | 85 | -35  |

1. ↑  Relégué en deuxième division après sa défaite en match de barrage contre Darwen
2. ↑  Se retire de la Football League après sa défaite en match de barrage contre Sheffield United
3. ↑  Se maintient en Première division après sa victoire contre Small Heath

|  | Champion d'Angleterre |
|  | Relégation            |

### Meilleur buteur
- John Campbell, Sunderland, 31 buts

## Bilan de la saison
| Tableau d'Honneur                    |                         |
| Compétition                          | Vainqueur               |
| Championnat d'Angleterre de football | Sunderland              |
| Coupe d'Angleterre de football       | Wolverhampton Wanderers |

| Promotions et relégations |                         |
| Promus                    | Darwen Sheffield United |
| Relégués                  | Notts County Accrington |